# Death Loves Veronica
Death Loves Veronica ist ein Musikprojekt der Sängerin und Produzentin Veronica Stich, geb. Campbell, das dem Synthiepop und Dark Wave zugerechnet wird.

## Geschichte
Die als Sängerin der Death-Rock-Band Veronica’s Veil regional bekannt gewordene Veronica Stich, damals Campbell, veröffentlichte im Jahr 2018 mit Vampiros Electric das Debüt ihres Dark-Wave- und Synthie-Pop-Projekt Death Loves Veronica. Versuche Veronica’s Veil zu reaktivieren scheiterten, woraufhin sich Stich auf Death Loves Veronica konzentrierte, diverse Download-Singles und am 1. April 2019 die EP In Nightmares veröffentlichte. Eine Sammlung der Veröffentlichungen aus dieser frühen Zeit wurde auf der durch Swiss Dark Nights veröffentlichten Kompilation Three Acts zusammengefasst. Es folgten am 27. März 2020 über Swiss Dark Nights das experimentelle Lucid Dreams sowie am 21. Mai 2021 mit dem Cold Transmission Music erschienenen Chemical und dem im Selbstverlag am 5. April 2022 veröffentlichten Corruption for the Insidious zwei als düster angelegte Alben.
Die Resonanz auf ihre Veröffentlichungen blieb überwiegend gemischt. Die Veröffentlichungen im Selbstverlag wurden nur geringfügig beachtet. Das Album Chemical wurde sowohl als „dröge“ wie als „Album von sterbender Schönheit“ besprochen. Die umfassendste Resonanz erhielt die am 17. März 2023 über Cold Transmission Music veröffentlichte Kollaborations-EP mit Kill Shelter The Sex Tape Sessions. Diese wurde vornehmlich als rundum gelungene Club-Music rezensiert. Hinzukommend wurde das Begleitkonzept der Auseinandersetzung mit Themen der Kulturindustrie gelobt.

„In einer hochgradig übersättigten Welt, in der Musik frei verfügbar ist und leicht und ohne Konsequenzen raubkopiert werden kann, stellen wir den Begriff der Authentizität, der Einzigartigkeit und des Wertes in Frage, indem wir den Einsatz von redundanter Technologie und Nischenplattformen für den Vertrieb untersuchen. Dazu gehören Kassetten-Bootlegs, Mini-DV- und VHS-Kassetten sowie limitierte Auflagen Vinyl, CD und Kassette. Die Besitzer der Bootleg-Kassetten und VHS-Videos werden ermutigt, das Material nach Möglichkeit zu kopieren, weiterzugeben und weiterzuverteilen, wie und mit welchen Mitteln auch immer sie es für richtig halten.“

## Auftritte und Hintergrund
Bis zu den Beschränkungen aufgrund der COVID-19-Pandemie trat Death Loves Veronica als Live-Band auf. In der Pandemie trat Stich als Death Loves Veronica allein auf Online-Festival auf. Nachdem Auftritte wieder möglich wurden, behielt sie Auftritte ohne Band, nur mit Hilfe ihres Co-Produzenten bei. Auftritte blieben dennoch selten, da Stich unter Panikattacken leidet. Die Sängerin geht offen mit ihren psychischen Problemen um und gibt Informationen zu den Hintergründen bewusst preis. Sie befindet sich aufgrund von Zwangsstörungen, Störungen der Sinnesverarbeitung und chronischer Migräne in Behandlung. Sie möchte mit ihrem Beispiel und ihren Aussagen Menschen anregen, die eigenen Andersartigkeiten anzunehmen und ohne Scham Hilfe in Anspruch zu nehmen. Ihr helfe die Musik, mit ihren sensorischen Problemen, Lernschwierigkeiten und Missbrauchserfahrungen umzugehen.

## Stil
Die Musik von Death Loves Veronica basiert auf einem „analoge[n] Synthesizer ohne MIDI-Technik“, gelegentlich eingesetzten Gitarrenanschlägen und einem „lasziv klingenden, sehr unnahbar wirkenden Sprechgesang“. „Pulsierende elektronische Bässe, gepaart mit Dance-Drumbeats, bilden die Grundlage“ der reduzierten Musik die Synthiepop und Dark Wave zu erotisch aufgeladener Fetisch-Club-Musik variiert, die „auch Soundtrack zu einer schummrigen BDSM-Party sein könnte.“

## Diskografie
| Alben - 2018: Vampiros Electric (Selbstverlag) - 2020: Lucid Dreams (Swiss Dark Nights) - 2021: Chemical (Cold Transmission Music) - 2022: Corruption for the Insidious (Selbstverlag) | EPs - 2019: Concept (Download, Selbstverlag) - 2019: In Nightmares (Download, Selbstverlag) - 2023: The Sex Tape Sessions (Kollaboration mit Kill Shelter, Cold Transmission Music) Kompilationen - 2019: Three Acts (Swiss Dark Nights) | Singles - 2019: Floating (Download, Selbstverlag) - 2019: The Horrors (Download, Selbstverlag) - 2019: Cut Me (Download, Selbstverlag) - 2020: In the Silence (Download, Selbstverlag) - 2020: Lies (Download, Selbstverlag) - 2020: Gothic Candy (Download, Selbstverlag) - 2021: Deception (Download, Selbstverlag) - 2022: When I Was Dead (Download, feat. Tim Skold, Selbstverlag) |